# Канробер, Франсуа
Франсуа́ Серте́н де Канробе́р (фр. François Certain de Canrobert; 27 июня 1809, Сен-Сере — 28 января 1895, Париж) — французский военачальник и государственный деятель, маршал Франции (18 марта 1856), участник Крымской войны.

## Биография
Франсуа Сертен Канробер родился 27 июня 1809 года в Сен-Сере.
Долго служил в Алжире. Командир 1-го полка зуавов в 1849 году. 13 января 1850 года произведён в бригадные, а 14 января 1853 года — в дивизионные генералы.
Во время Крымской войны 1853—1856 годов командовал с 23 февраля по 26 сентября 1854 года сначала 1-й пехотной дивизией. Во главе её осуществлял фронтальный удар на русские позиции на высотах во время Альминского сражения. После смерти маршала Сент-Арно, принял 26 сентября 1854 года главное командование над французской армией под Севастополем.
8—18 апреля 1855 года союзники предприняли мощную бомбардировку Севастополя. В результате большая часть оборонительных сооружений русских была разрушена. Однако штурма не последовало, командующие армиями союзников вели по телеграфу бесконечные споры со своими правительствами по поводу деталей операции. В результате взбешенный вмешательством в свои дела генерал Франсуа Канробер подал в отставку. 16 мая 1855 года он сдал главное командование генералу Пелисье, оставаясь при осадных войсках командуя 16— 25 мая 1-м корпусом, а с 21 мая по 1 августа[уточнить] 1855 года 1-й пехотной дивизией 2-го корпуса Восточной армии.
С 1 августа 1855 по 18 марта 1856 года Франсуа Сертен Канробер был адъютантом императора Наполеона III.
С 1 июня 1858 по 22 апреля 1859 года и с 10 марта по 14 октября 1862 года был главнокомандующим Шалонским лагерем.
Во время австро-итальянской войны 1859 года с 22 апреля командовал 3-м корпусом Итальянской Французской армии; оставаясь на должности командира корпуса до 10 марта 1862 года. 14 октября 1862 года получил в командование 4-й корпус.
С 22 июня 1865 года командир 1-го корпуса и, одновременно 1-го Военного округа (Париж).
Во время франко-прусской войны 1870 года, с 17 июля командовал VI корпусом Рейнской армии, 12 августа отказался принять общее командование Рейнской армией, и главнокомандующим стал маршал Ф. А. Базен. Принимал активное участие в боях около Меца, с 28 октября 1870 по март 1871 года был в плену до самого заключения мира.
После войны занимал пост члена Высшего военного совета Франции (6 октября 1872 — 11 марта 1874 года), был сенатором от департамента Шаранта (9 ноября 1879 — 7 января 1894 года).
Франсуа Сертен Канробер умер 28 января 1895 года в городе Париже.

## Семья
Женат с 19 января 1863 года на Лили Флоре Макдональд (умерла 5 августа 1889 года)
дети:
- Клэр (1865—1945),
- Марселин (1867—1921),
- Луи (1872—1893).

Он был двоюродным братом генералов Адольфа и Марселлена Марбо.

## Награды
- Орден Почётного легиона:
  - Кавалер большого креста (20.05.1855)
  - Великий офицер (21.10.1854)
  - Командор (10.12.1849)
  - Офицер (6.08.1843)
  - Кавалер (11.11.1837)
- Воинская медаль (13.01.1855)
- Медаль в память об Итальянской кампании 1859 года
- Орден Бани, рыцарь большого креста (Великобритания, 26.04.1855)
- Крымская медаль (Великобритания)
- Орден Слона (Дания)
- Орден Андрея Первозванного (Россия, 08.07.1865)
- Орден Святого Александра Невского (Россия, 08.07.1865)
- Высший орден Святого Благовещения (Сардинское королевство, 1859)
- Орден Святых Маврикия и Лазаря, большой крест (Сардинское королевство, 1859)
- Савойский военный орден, большой крест (Сардинское королевство, 16.11.1857)
- Орден Славы, большая лента (Тунис)
- Орден Меджидие 1-го класса (Турция)
- Орден Серафимов (Швеция, 17.11.1855)

## Память
- Во времена Французского Алжира (1830—1962) город Умм-эль-Буаги носил название Канробер (фр. Canrobert)[2].